# 非裔沙烏地人
非裔沙烏地人，是指本人或祖先是黑人的沙烏地阿拉伯國民，佔全國人口5%(1,880,000)。他們全國也可找到但主要分布於大城市，他們與其他沙烏地阿拉伯穆斯林一樣信伊斯蘭教和說阿拉伯語，他們一部分人因奴隸貿易等原因出現在沙烏地阿拉伯，但大多數是穆斯林朝聖者的後裔，主要來自西非，他們定居在麥加和吉達等城市。

## 歷史
阿拉伯半島和非洲一直有聯繫，從公元前7千年的黑曜石貿易網絡開始。這些網絡因公元前4世紀埃及的崛起而得到加強。科學家們就已經指，早在公元前3和2世紀，阿拉伯半島可能存在來自非洲之角人民的定居點。

## 社會條件
與19世紀的美洲不同，中東的奴隸被允許擁有土地，他們的孩子一般不會出生就成為奴隸。皈依伊斯蘭教也排除了進一步的奴役並給予自由。即使在奴隸中，膚色也發揮了獨特的作用。但非裔沙烏人中的許多活動家抱怨說，他們沒有獲得媒體代表，也無法找到改善社會狀況的機會。